# Streets of Rage (computerspelserie)
Streets of Rage (in Japan bekend als Bare Knuckle) is een beat 'em up computerspelserie ontwikkeld en uitgegeven door Sega. De serie is exclusief voor de Sega Mega Drive ontwikkeld als antwoord op het spel Final Fight.
De Streets of Rage-serie richt zich op enkele helden die het moeten opnemen tegen de heerschappij van de criminele "Mr. X" en zijn organisatie, het Syndicaat. Terugkerende personages in de serie zijn Axel Stone en Blaze Fielding.
Het eerste spel kwam uit in 1991, hierna zijn er drie vervolgdelen uitgekomen. Ondanks dat het een populaire franchise was voor de Mega Drive, kwam er na het derde deel pas in 2020 een nieuw Streets of Rage-spel.
De spellen zijn regelmatig opnieuw uitgebracht als onderdeel van een compilatie-serie. De spelmuziek werd gecomponeerd door Yuzo Koshiro en Motohiro Kawashima en is bekend om haar door elektronische dance en techno beïnvloede muziek.

## Spellen in de reeks
| Jaar | Titel              | Platforms                                    |
| ---- | ------------------ | -------------------------------------------- |
| 1991 | Streets of Rage    | Arcade, Mega Drive, Game Gear, Master System |
| 1993 | Streets of Rage II | Arcade, Mega Drive, Game Gear, Master System |
| 1994 | Streets of Rage 3  | Mega Drive                                   |
| 2020 | Streets of Rage 4  | Windows, Switch, PlayStation 4, Xbox One     |

## Personages
| Personage              | SoR 1    | SoR 2    | SoR 3    | SoR 4 |
| ---------------------- | -------- | -------- | -------- | ----- |
| Adam Hunter            | Ja       | Cameo    | Cameo    | Ja    |
| Ash                    | Nee      | Nee      | Ja       | Nee   |
| Axel Stone             | Ja       | Ja       | Ja       | Ja    |
| Blaze Fielding         | Ja       | Ja       | Ja       | Ja    |
| Robot Axel             | Nee      | Nee      | Baas     | Nee   |
| Max 'Thunder' Hatchett | Nee      | Ja       | Nee      | Nee   |
| Mr. X                  | Eindbaas | Eindbaas | Eindbaas | Nee   |
| Roo                    | Nee      | Nee      | Ja       | Nee   |
| Eddie 'Skate' Hunter   | Nee      | Ja       | Ja       | Nee   |
| Shiva                  | Nee      | Baas     | Ja       | Nee   |
| Dr. Gilbert Zan        | Nee      | Nee      | Ja       | Nee   |
| Cherry Hunter          | Nee      | Nee      | Nee      | Ja    |
| Floyd Iraia            | Nee      | Nee      | Nee      | Ja    |

## Spelcollecties
Alle spellen in de reeks zijn ook later uitgebracht in bundels, en kwamen beschikbaar voor de Xbox 360, PlayStation 2 en 3, Wii's Virtual Console, Windows, Android en iOS.
- Sega Classics
- Sonic Gems Collection
- Sega Mega Drive Collection
- Sonic's Ultimate Mega Drive Collection